# 2006年孟買火車連環爆炸案
2006年孟買火車連環爆炸案是于7月11日發生在印度最大城市及經濟中心，馬哈拉施特拉邦首府孟買的區域鐵路，七個連環的炸彈爆炸的事件。首個炸彈於當地時間18:24（12:54 UTC）爆炸，直至18:35最後一個炸彈爆炸。爆炸造成超过200人的死亡，600多人受伤。
爆炸发生后，世界各国纷纷对这一针对平民的恐怖袭击表示强烈谴责。印度警方迅速展开调查，恐怖分子在实施爆炸行动时使用了高爆炸药，这种炸药在印度境内很难获取到，可能是得到了境外恐怖组织的支持，并怀疑是克什米尔的“印度伊斯兰学生运动”和“虔诚军”涉嫌制造了此次袭击，这两个组织均否认发动了袭击。